# Petru II de Moldavie
Petru Ier Mușat fut voïvode de Moldavie de 1375 à 1391 . La monarchie étant élective dans les principautés roumaines (comme en Hongrie et Pologne voisines), le prince (voïvode, hospodar ou domnitor selon les époques et les sources) était élu par et parmi les boyards et, pour être nommé, régner et se maintenir, s'appuyait fréquemment sur les puissances voisines, hongroise, polonaise ou ottomane.

## Origine
Selon la tradition historique moldave, Petru était le fils de Costea Mușat  et il devint le second prince de la Famille des Mușatini issue de la maison Bogdan. Des études récentes avancent qu'il serait le fils d'un certain Ștefan fils de Iuga, voïvode de Maramures, neveu de Bogdan Ier le Fondateur.

## Règne
Au cours de son règne, il fit alliance avec la Pologne. Ainsi, Petru (Ier) devint un vassal du souverain polonais Ladislas II Jagellon auquel il rend hommage à Lviv le 27 septembre 1387, mais cela ne fait pas de la Moldavie, comme l'affirment par erreur certains auteurs, une province polonaise ou un fief du roi de Pologne. La preuve en est qu'en 1388, il reçoit la Pocoutie comme gage de 3000 ducats prêtés au roi polonais. Ces erreurs sont dues d'une part à la confusion sémantique chez certains historiens modernes, entre voïvodie (province, en polonais) et voïvode (prince régnant, en roumain), et d'autre part à la rétroprojection nationaliste de l'histoire. Petru agit également comme intermédiaire dans les négociations entre le voïvode valaque Mircea Ier l'Ancien et le roi polonais. 
Petru construisit la forteresse ainsi que le monastère de Neamț en plus de l'église de la Sainte Trinité à Siret. Il a également fixé la capitale moldave à Suceava et maintint l'évêque Iosif en contradiction avec les souhaits du patriarche Antoine IV de Constantinople (1389-1390 & 1391-1397) qui estimait sa nomination anticanonique parce qu'il avait été intronisé par le Métropolitain de Halitch, ce qui entraîna son excommunication.
De nombreuses pièces de monnaie furent frappées au cours de son règne et leur conception devint la norme parmi les futurs dirigeants moldaves.

## Postérité
Petru est le père d'Ivascu prétendant au trône de Moldavie en 1400 avec l'appui de la Pologne.